# Coromandel (schiereiland)
Het schiereiland Coromandel ligt op het Noordereiland van Nieuw-Zeeland. Het behoort tot de regio Waikato. Het schiereiland scheidt de Golf van Hauraki van de Grote Oceaan.

## Geografie
Het schiereiland is steil en heuvelachtig en wordt voor het grootste deel bedekt met subtropisch regenwoud. Het is 85 km lang en op het breedste stuk 40 km breed. Het gebied ligt in de buurt van de steden als Auckland en Tauranga. In tegenstelling tot deze stedelijke gebieden is het schiereiland juist dunbevolkt. Het grootste deel van het binnenland wordt bedekt door bos.
Voor de kust liggen eilandengroepen zoals de Motukawao eilanden in het noorden, de Alderman eilanden en het Slipper eiland in het zuidoosten en de Mercury islands in het noordoosten. 
Er zijn diverse tekenen van vulkanische activiteit op het schiereiland. In het Miocene en het Pliocene was de vulkanische zone van Coromandel zeer actief. Hierna verschoof deze activiteit zich naar het vulkanisch gebied Taupo. Geothermische verschijnselen zijn nog steeds aanwezig op het schiereiland. Er zijn diverse warmwaterbronnen, zoals op Hot Water Beach.

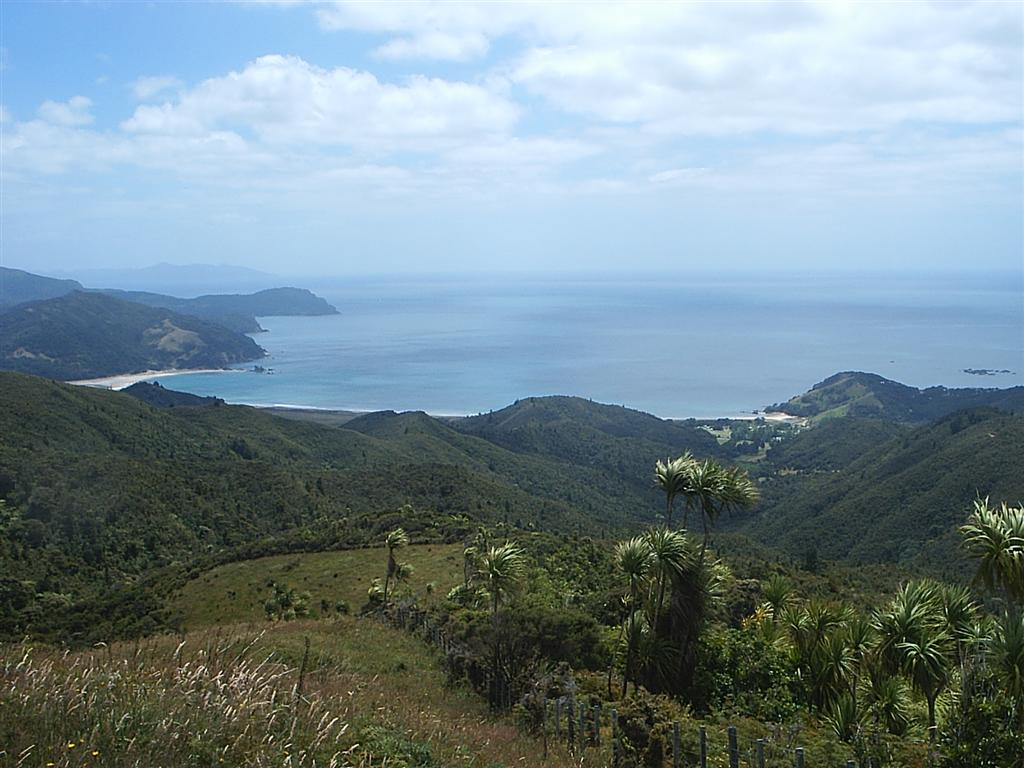
De baai van Waikawau
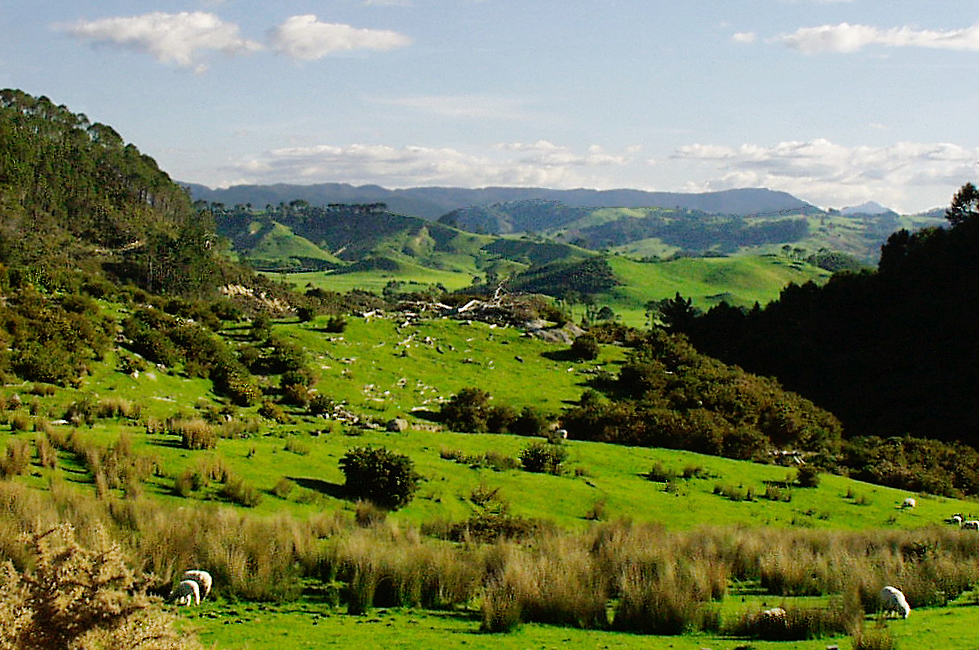
Landschap van Coromandel
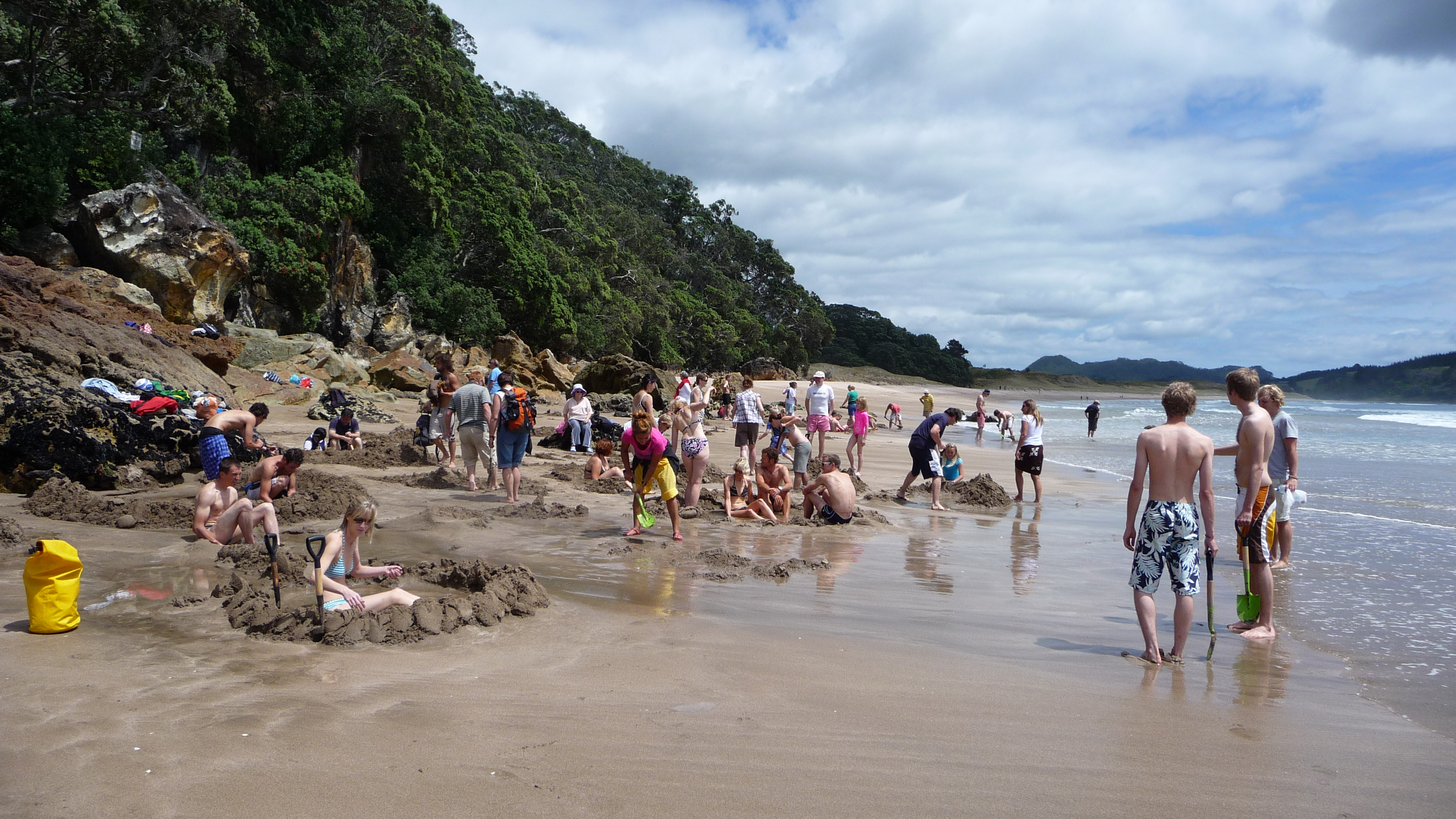
Hot Water Beach
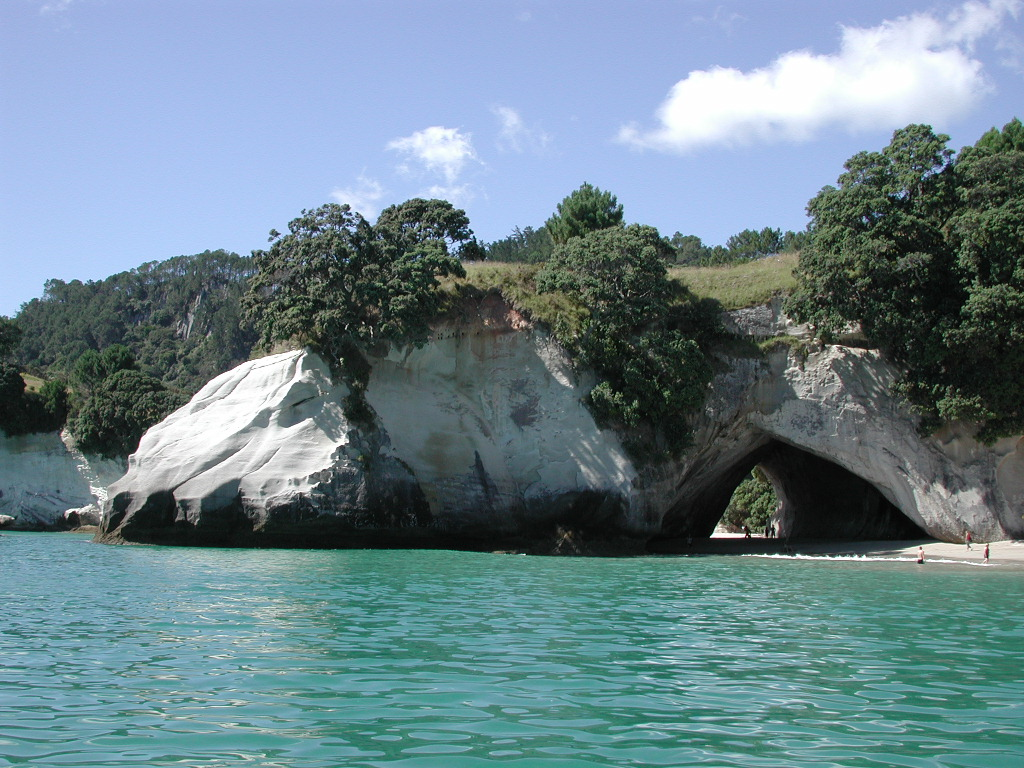
Cathedral Cove